# Vancale
Con il termine vancale detto anche bancale si intende uno scialle di stoffa colorata, tessuto a mano, che viene usato per coprire testa e spalle delle donne in costumi femminili tradizionali di alcune regioni del Sud Italia  come ad esempio quello della pacchiana.

## Storia
Il 22 gennaio 1458 Actanasium Chalkèopulos (Attanasio Calceopulo) giunto a Tiriolo in visita al monastero basiliano di Sant’Angelo e di Santa Maria descrive tra i beni rinvenuti “riglieri unum, bancali quactru” con il sostantivo “bancale”, divenuto poi “vancale” Componente essenziale del costume della pacchiana, esso aveva più funzioni: innanzitutto fungeva da copri spalla, se non addirittura da cappotto, infatti nei mesi freddi esso era di lana pesante, tessuto con filo doppio, poi aveva una funzione prettamente pratica, cioè avvolgere i bambini per tenerli legati sulla schiena della mamma, in ultimo una funzione prettamente estetica, infatti una donna contava diversi vancali più o meno ricchi da utilizzare nei giorni di festa o durante una ricorrenza. I colori utilizzati invece avevano anche natura simbolica: il vancale tutto nero era per il lutto, quelli utilizzati per i matrimoni o per le feste avevano colori molto vivaci e solitamente più linee colorate, durante il risorgimento e fino a dopo la seconda guerra mondiale molti vancali antichi presentavano il tricolore italiano in trama. L’oro e l’argento tra le righe era simbolo di maggior ricchezza.
La tessitura del vancale poi, unita al lavoro di ricamo era anche la preparazione per il debutto in società se così possiamo definirlo della giovane pacchiana, che tesseva il suo primo vancale o se lo faceva tessere per uscire ufficialmente all'età di 14 anni. Un vero e proprio rituale, cioè uscire la prima domenica utile dopo il compleanno, o durante la festa patronale con il vestito di pacchiana, pronta per l’epoca per essere presentata ufficialmente in pubblico e ali eventuali pretendenti.
In tutto questo il vancale e i suoi colori, uniti al costume ricco della pacchiana, non era altro che uno strumento di rivalsa sociale della donna, che in un’epoca prettamente patriarcale, dove l’uomo era padre e padrone e la donna lavorava nei campi, indossare l’abito e il vancale aveva una forte componente di affermazione che la faceva apparire come donna in bellezza e femminilità, e magari riuscire ad avvicinarsi e confrontarsi con un mondo dove le donne dell’alta borghesia, residenti e ancor più spesso di passaggio, data la posizione di Tiriolo sulla via francese, sfoggiavano vestiti e accessori che arrivavano da città europee. In Calabria, di recente è stato realizzato lo scialle più costoso al mondo, un Vancale in seta e filo d'oro a 24 carati realizzato per una principessa indiana del valore di 23.000,00 Euro.

## Motivi e disegni
Sui motivi tradizionali della "zanna" e della "greca", esse rappresentano il moto dell’acqua e dei fiumi simbolo di vita. Ovviamente l’utilizzo dei colori era sempre vincolato alla disponibilità dei filati, delle tinte spesso fatte in casa con melograno, ginestra, ruggine, ossido di rame, radica di liquirizia, petali di rosa, more di gelso e di rovo, polveri di gesso e calcare reperibili in gran disponibilità; il tutto unito all’estro della tessitrice.

## Descrizione generale
Tessuto a mano su telai a quattro licci era utilizzato come copri spalla dalle donne di un tempo, e utile anche nel tenere legati al seno i bambini, negli anni è divenuto parte integrante del costume tirolese, tessuto in lana o seta, a secondo delle stagioni, esso si presenta come una lunga stola nera di 195 cm di altezza x 55 cm di larghezza, a fondo nero con una serie di fasci composti da 3 righe ciascuno di diverso colore; tra le fasce di righe ad intervalli regolari troviamo due motivi fondamentali e unici del “vancale di Tiriolo” che sono la “zanna” e la “greca”. Ai bordi termina con una frangiatura, unico elemento ad essere stato inserito nei primi del 900. Oggi, data la rarità e la ricercatezza di questo scialle, realizzato solo su antichi telai, da due botteghe artigiane di Tiriolo, con materiali nobili come seta e cashmere, è diventato un prodotto di lusso, un accessorio moda versatile indossato da donne sofisticate.